# Liste der Monuments historiques in Daubèze
Die Liste der Monuments historiques in Daubèze führt die Monuments historiques in der französischen Gemeinde Daubèze auf.

## Liste der Bauwerke
| Bezeichnung       | Beschreibung              | Standort | Kennzeichnung | Schutzstatus | Datum | Bild           |
| ----------------- | ------------------------- | -------- | ------------- | ------------ | ----- | -------------- |
| Kirche St-Sulpice | Erbaut im 12. Jahrhundert | (Lage)   | PA00083538    | Inscrit      | 1925  | weitere Bilder |

## Liste der Objekte
| Bezeichnung | Beschreibung          | Standort                        | Kennzeichnung | Schutzstatus | Datum      | Bild |
| ----------- | --------------------- | ------------------------------- | ------------- | ------------ | ---------- | ---- |
| Glocke      | Bronze, 1749 gegossen | in der Kirche St-Sulpice (Lage) | PM33000500    | Classé       | PM33000487 |      |